# Viișoara (Bihor)
Viișoara ou Érszőllős en hongrois est une commune roumaine du județ de Bihor, en Transylvanie, dans la région historique de la Crișana et dans la région de développement Nord-Ouest.

## Géographie
La commune de Viișoara est située dans le nord-est du județ, à la limite avec le județ de Satu Mare, à 11 km au nord-est de Marghita et à 67 km au nord-est d'Oradea, le chef-lieu du județ.
La municipalité est composée des quatre villages suivants, nom hongrois, (population en 2002) :
- izvoarele, Szolnokháza (256) ;
- Pădureni, Erdőtelep (2) ;
- Reghea, Csekenye (69) ;
- Viișoara, Érszőllős (1 038), siège de la commune.

## Histoire
La première mention écrite du village de Viișoara date de 1359 sous le nom de Pachal. La commune s'est d'ailleurs appelée nagypacal jusqu'en 1910.
La commune, qui appartenait au royaume de Hongrie, en a donc suivi l'histoire.
Après le compromis de 1867 entre Autrichiens et Hongrois de l'empire d'Autriche, la principauté de Transylvanie disparaît et, en 1876, le royaume de Hongrie est partagé en comitats. Viișoara intègre le comitat de Szilágy (Szilágy vármegye).
À la fin de la Première Guerre mondiale, l'Empire austro-hongrois disparaît et la commune rejoint la Grande Roumanie au traité de Trianon et le județ de Bihor.
En 1940, à la suite du deuxième arbitrage de Vienne, elle est annexée par la Hongrie jusqu'en 1944, période durant laquelle sa communauté juive est exterminée par les nazis. Elle réintègre la Roumanie après la Seconde Guerre mondiale au traité de Paris en 1947.

## Politique
| Période                                  | Période  | Identité    | Étiquette | Qualité |
| ---------------------------------------- | -------- | ----------- | --------- | ------- |
| Les données manquantes sont à compléter. |          |             |           |         |
| 2008                                     | En cours | Vasile Beke | UDMR      |         |

| Parti | Parti                                      | Sièges |
| ----- | ------------------------------------------ | ------ |
|       | Union démocrate magyare de Roumanie (UDMR) | 7      |
|       | Parti national libéral (PNL)               | 1      |
|       | Parti social-démocrate (PSD)               | 1      |

## Religions
En 2002, la composition religieuse de la commune était la suivante :
- Réformés, 57,50 % ;
- Chrétiens orthodoxes, 16 99 % ;
- Baptistes, 9,45 % ;
- Catholiques romains, 5,86 % ;
- Grecs-Catholiques, 5,20 % ;
- Pentecôtistes, 4,24 %.

## Démographie
En 1910, à l'époque austro-hongroise, la commune comptait 1 640 Hongrois (76,46 %), 496 Roumains (23,12 %), 4 Allemands (0,19 %) et 5 Slovaquse (0,23 %).
En 1930, on dénombrait 1 337 Hongrois (62,89 %), 691 Roumains (32,50 %), 40 Slovaques (1,88 %), 37 Juifs (1,74 %) et 19 Roms (1,88 %).
En 1956, après la Seconde Guerre mondiale, 1 586 Hongrois (61,62 % côtoyaient 950 Roumains (36,91 %), 22 Slovaques (0,85 %) et 15 Roms (0,58 %).
En 2002, la commune comptait 318 Roumains (23,29 %), 993 Hongrois (72,74 %), 5 Slovaques (0,36 %) et 48 Roms (3,51 %). On comptait à cette date 592 ménages et 610 logements.
| 1850  | 1880  | 1890  | 1900  | 1910  | 1920  | 1930  | 1941  | 1956  |
| ----- | ----- | ----- | ----- | ----- | ----- | ----- | ----- | ----- |
| 1 591 | 1 273 | 1 789 | 1 805 | 2 145 | 2 062 | 2 126 | 2 395 | 2 574 |

| 1966  | 1977  | 1992  | 2002  | 2007  | - | - | - | - |
| ----- | ----- | ----- | ----- | ----- | - | - | - | - |
| 2 220 | 1 825 | 1 423 | 1 365 | 1 360 | - | - | - | - |

## Économie
L'économie de la commune repose sur l'agriculture (maïs, blé, avoine, tournesol, vigne, vergers de pommes, de prunes, de noix) et l'élevage (bovins, porcins, volailles.

## Communications

### Routes
Viișoara est traversée par la route régionale DJ191 qui rejoint au nord-est Păgaia et Tășnad et Marghita au sud-ouest.

## Lieux et monuments
- Viișoara, nombreuses maisons paysannes traditionnelles.